# Жанатурмыс (Ордабасинский район)
Жанатурмыс (каз. Жаңатұрмыс, до 2007 г. — Ленино) — село в Ордабасинском районе Туркестанской области Казахстана. Входит в состав Карааспанского сельского округа. Код КАТО — 514643700.

## Население
В 1999 году население села составляло 232 человека (119 мужчин и 113 женщин). По данным переписи 2009 года, в селе проживало 211 человек (108 мужчин и 103 женщины).